# ويليام والاس فيلبس
ويليام والاس فيلبس (بالإنجليزية: William Wallace Phelps)‏ هو محامي وسياسي أمريكي، ولد في 1 يونيو 1826 في مقاطعة أوكلاند في الولايات المتحدة، وتوفي في 3 أغسطس 1873. حزبياً، نشط في الحزب الديمقراطي. وقد انتخب عضو مجلس النواب الأمريكي.